# Råön
Råön är ett naturreservat i Ljungby kommun i Kronobergs län.
Reservatet är 28 hektar stort och skyddat sedan 2006.
Ön Rået, eller Råön som den även heter, ligger i östra delen av sjön Bolmen. Naturreservatet utgörs av öns östra del. Inom reservatet finns ett flertal olika typer av skog såsom bokskog, löv- och barrskog. Bokskogen är mycket gammal och här finns en rik flora av trädlevande mossor och lavar. 
Inom området finns även fornlämningar. Man har funnit en stenåldersboplats och ett större röjningsröseområde. Det visar på äldre tiders läge för boplatser och markanvändning.